# Egypte (Schiff, 1896)
Die Egypte war das erste Frachtschiff, das von der Deutschen Dampfschiffahrts-Gesellschaft „Hansa“ (DDG „Hansa“) an die belgische Reederei Armement Adolph Deppe in Antwerpen verkauft wurde. Die belgische Reederei erwarb bis 1909 noch zwei Schwesterschiffe der Egypte. Sie war 1896 von Sir Raylton Dixon & Co. in Middlesbrough an die DDG „Hansa“ als Wolfsburg für den Dienst zum La Plata geliefert worden. Die Werft lieferte noch zwei weitere Schiffe an die Bremer Reederei. Zu dieser Bauserie gehörte als erstes Schiff noch die 1907 abgelieferte Sonnenburg, die bei Wigham & Richardson in Newcastle gebaut worden war.
Ab 1907 ersetzte die Bremer Reederei diese Schiffe durch Neubauten. Das erste von Dixon gelieferte Schiff Rudelsburg wurde als Babylon an A. C. de Freitas & Co. für den Dienst bei der Deutschen Levante Linie (DLL) verkauft. Die drei anderen Schiffe gingen bis 1909 an die belgische Reederei Armement Deppe, die sie mit ihrer Tochtergesellschaft Compagnie Nationale Belge de Transports Maritimes ebenfalls im Verbund mit der DLL einsetzte.
Die in Egypte umbenannte Wolfsburg ging schon am 20. Februar 1909 vor Patras nach einer Kollision mit dem griechischen Dampfer Andreas verloren.

## Geschichte des Schiffes
Anfang 1897 erhielt die DDG „Hansa“ von britischen Werften vier neue Schiffe von über 2500 BRT und 3700 tdw für ihren La Plata-Dienst. Sie ersetzten allmählich die kleineren Schiffe der ab 1889 in Flensburg und Dänemark beschafften Schiffe der Wartburg-Klasse, die ab 1899 an andere Reedereien verkauft wurde.
Die Wolfsburg war das zweite von Sir Raylton Dixon & Co. in Middlesbrough gelieferte Schiff der drei von dieser Werft gelieferten Schiffe der Serie. Es waren die letzten Lieferungen der Werft in Middlesbrough an die DDG Hansa, die zwischen 1893 und 1896 acht Neubauten von der Werft erhielt. Das vierte Schiff der neuen Südamerikafrachter lieferte die Werft Wigham & Richardson, der künftige Hauptlieferant der Bremer Reederei.
Die unter der Baunummer 418 entstandene Wolfsburg lief am 30. Dezember 1895 vom Stapel. Sie hatte eine Länge von 98,45 m Länge über alles und war 12,9 m breit und hatte einen Tiefgang von bis zu 4,44 m. Sie und ihre Schwesterschiffe waren die größten bislang für den Südamerika-Dienst der Reederei beschafften Schiffe. Angetrieben wurde das Schiff von einer 3-Zylinder-Dreifach-Expansionsmaschine von 1200 PSi, die eine Geschwindigkeit von 9,5 Knoten (kn) ermöglichte. Die Wolfsburg war mit 2489 BRT vermessen und hatte eine Tragfähigkeit von 3700 tdw. Am 17. Januar 1896 wurde das Schiff ausgeliefert. Namensgeber war die Burg Wolfsburg in Niedersachsen (damals Provinz Hannover).

### Einsatzgeschichte derWolfsburg, dannEgypte
Die Wolfsburg wurde auf der Linie der DDG „Hansa“ zum Rio de La Plata eingesetzt. Ab 1905 begann der Ersatz der älteren Schiffe durch die größeren Neubauten der Marksburg-Klasse und so wurden die Wolfsburg und ihre Schwestern ab 1907 verkauft. Das erste Schiff ging an eine mit der Deutschen Levante-Linie zusammenarbeitenden deutsche Reederei. Die Wolfsburg und ihre verbliebenen Schwestern wurden an die belgische Reederei Armement Deppe verkauft. Diese Reederei arbeitete ebenfalls mit der DLL zusammen.
Die zuerst an Armement Deppe verkaufte Wolfsburg wurde in Egypte umbenannt. Schon am 20. Februar 1909 ging sie auf einer Reise von Antwerpen nach Varna mit einer Stückgutladung vor dem griechischen Hafen Patras nach einer Kollision mit dem griechischen Dampfer Andreas verloren.
Das 1908 angekaufte Schwesterschiff Algerie (ex Minneburg) und die nach dem Verlust der Egypte 1909 angekaufte Tunesie (ex Sonnenburg) blieben bis Mitte der zwanziger Jahre im Dienst der belgischen Reederei, die nach Ende des Ersten Weltkriegs sechs ehemalige Schiffe der DDG Hansa erwarb.
Mitte der zwanziger Jahre verkaufte Armement Deppe die beiden alten Schiffe an neue Eigner in Italien.

### Die La Plata-Dampfer derSonnenburg-Klasse
| Name           | Bauwerft                       | BRT tdw   | Stapellauf in Dienst  | weiteres Schicksal |
| -------------- | ------------------------------ | --------- | --------------------- | --- |
| Sonnenburg     | Wigham & Richardson BauNr. 314 | 2477 3700 | 14.12.1895 17.01.1896 | 8. Mai 1909 verkauft an Armement Adolf Deppe: Tunesie, 1927 nach Italien: : Cosmo, Cloto, Primo, Cosmo, 1934 Abbruch; |
| Rudelsburg (1) | Raylton Dixon BauNr. 417       | 2489 3700 | 2.12.1895 30.01.1896  | 23. Oktober 1907 an A. C. de Freitas & Co.: Babylon, 4. März 1911 DLL, am 11. Oktober 1915 durch das britische U-Boot E19 vor Öland torpediert und beschädigt, um Untergang zu verhindern auf den Strand gesetzt, später geborgen und bis zum 4. Mai 1916 nach Delfzijl zur Reparatur geschleppt, im Juli 1920 an Großbritannien ausgeliefert, 1920 an Griechenland: Filia E. Tricoglu, 27. Januar 1926 bei der Insel Sifnos gestrandet; |
| Wolfsburg (1)  | Raylton Dixon BauNr. 418       | 2489 3700 | 30.12.1895 18.02.1896 | 5. Oktober 1907 verkauft an Armement Adolf Deppe: Egypte, 20. Februar 1909 vor Patras nach Kollision mit dem griechischen Dampfer Andreas gesunken; |
| Minneburg (1)  | Raylton Dixon BauNr. 419       | 2489 3700 | 18.12.1895 24.04.1896 | 28. Juli 1908 verkauft an Armement Adolf Deppe: Algerie, 1925 nach Italien: : Algeria, Gianni, Edoardo, 1932 nach Jugoslawien: Karmen, Tara, 1953 Abbruch; |